# Mini Izrael
Mini Izrael (hebrejsky מיני ישראל), v anglickém přepisu Mini Israel je park miniatur nacházející se nedaleko Latrunu v Izraeli.
Park byl otevřen v listopadu 2002 na pozemcích kibucu Nachšon a jsou v něm vystaveny stovky modelů nejznámějších izraelských budov. V roce 2007 bylo těchto modelů okolo 350, vytvořených většinou v měřítku 1:25.
Ve stálé expozici jsou modely hlavních památek judaismu, křesťanství i islámu. Ale také drúzských, beduínských a dalších. Park se rozprostírá na ploše 6,5 hektaru.

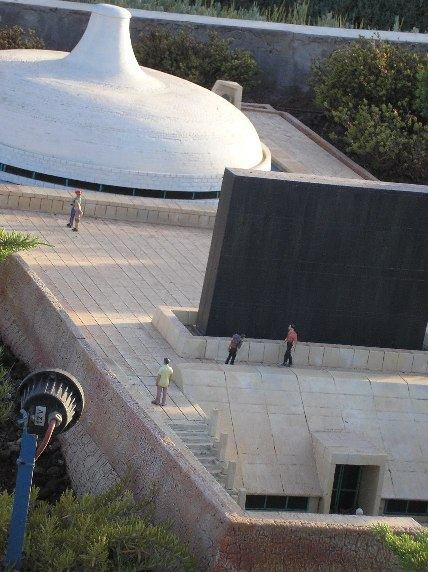
Svatyně knihy v Izraelském muzeu, 1:25

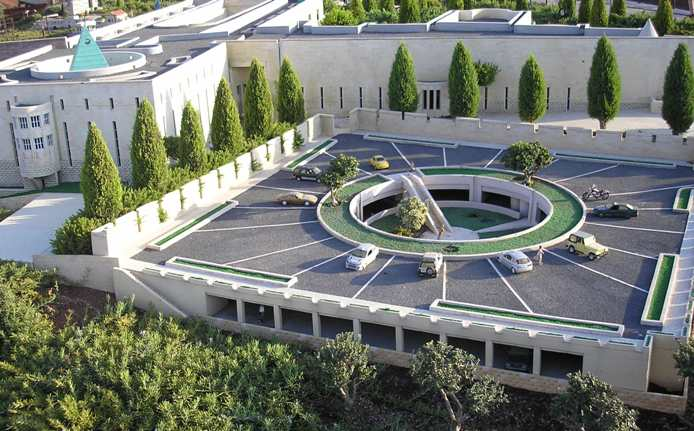
Izraelský Nejvyšší soud, 1:25